# 仏国寺
仏国寺（ぶっこくじ、プルグクサ、朝: 불국사）は、大韓民国慶尚北道慶州市にある仏教寺院。韓国仏教界の最大勢力である曹渓宗（大韓仏教曹渓宗）の寺院で第11教区本寺。吐含山のふもとにある。
1995年、石窟庵とともに「石窟庵と仏国寺」としてユネスコの世界遺産（文化遺産）に登録された。また釈迦塔などが韓国の国宝に指定されている。

## 歴史

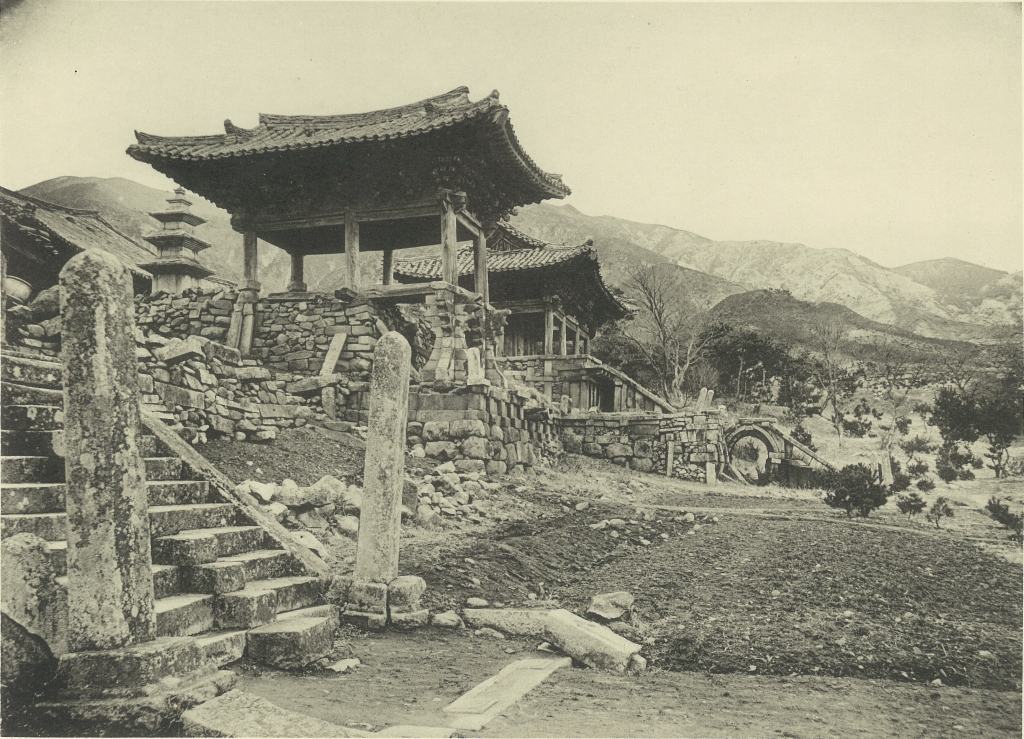
1914年の仏国寺（澤俊一撮影）。仏国寺の現況は、1970年代の大規模修復を経たもの

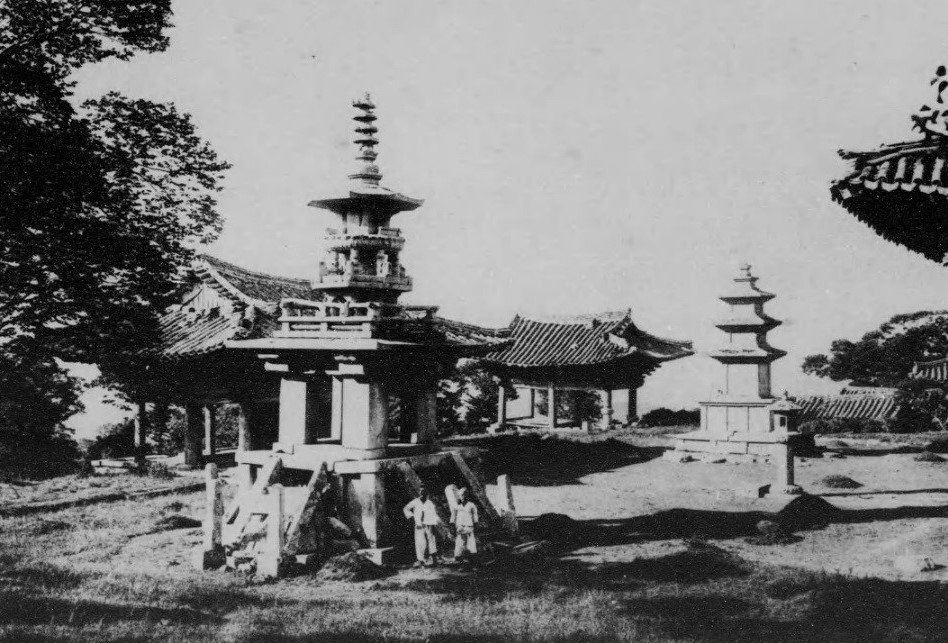
仏国寺多宝塔。1920年頃

新羅景徳王の時代の751年（景徳王10年）、宰相だった金大城により建立がはじまる。『三国遺事』には、金大城が現世での父母のために建立したと記述されている（『三国遺事』巻5・孝善・大城孝二世父母 神文代）。774年 新羅（恵恭王10年）に完成した。
最盛期の8世紀は、約60棟の木造建築で寺院は構成された。
李氏朝鮮の太宗が1407年（太宗7年）の仏教弾圧の際に存続が許された88の寺院のうち、名前のない寺院はすでに荒廃して廃寺になったと思われる。しかし、それとは別に仏国寺は引き続き維持されていたようで、朝鮮の学者李徳弘（1541年 - 1596年）が慶州を旅行しながら作成した東京遊錄によると、16世紀にもまだ巨大な規模を維持していたという。
しかし1593年5月、仏国寺は文禄・慶長の役（壬辰・丁酉倭乱）の途中、すべての木造建物が焼失することになるが、仏国寺の歴史を記録した『仏国寺古今創記』によると、仏国寺を見物しに来た加藤清正の兵士たちが隠された武器を見て興奮しながら火をつけたと記録されている。
その後、17世紀初めから何度も再建工事を始め、1765年には仏国寺大雄殿を再建する。しかし、結局没落して廃寺となり、石窟庵とともにそのまま放置された。
1904年から1905年にかけて紫霞門左右の行廊も倒壊、石壇も埋もれた状態となったが、日本統治時代の1924年4月から1925年8月までの朝鮮総督府による再建工事によって石壇・石廊を含む主要構造が修復された。戦後の1973年に発掘調査後、改修工事で無説殿、観音殿などが再建された。
2010年に日本の仏師の福井照明が製作した四天王像など12体の仏像が寄贈され、仏国寺・聖宝博物館に常設展示された。

## 宗派と本尊
高麗時代に書かれた『新羅国東吐含山華厳宗仏国寺事蹟』や仏国寺の寺誌『慶尚道江左大都護府慶州東嶺吐含山大華厳宗仏国寺古今歴代諸賢継創記』が示すとおり、もとは毘盧遮那仏を本尊とする華厳宗の寺院だった。しかし1970年代に再建された現在の仏国寺は、禅宗系の曹渓宗（大韓仏教曹渓宗）の寺院である。創建時に本尊だった毘盧遮那仏は、現在寺院奥手の毘盧殿に安置され、本殿である大雄殿には釈迦三尊仏（釈迦牟尼、文殊菩薩像、普賢菩薩）が安置されている。

## 構造

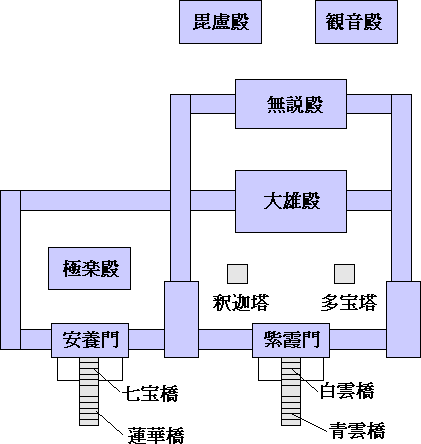
仏国寺の境内図

石垣で固めた盛土の上に伽藍が配置されている。伽藍は大きく3つの区域に分かれ、回廊で区切られている。参道正面から2つの区域があり、各区域がそれぞれ蓮華橋・七宝橋と青雲橋・白雲橋とで外域と結ばれている。
朝鮮第4代王世宗によって破棄・破壊されるまでは、それぞれの橋の元に九品蓮池が広がっていたといわれている。

## 阿斯達と阿斯女
仏国寺には多宝塔と釈迦塔と呼ばれる2つの石塔があるが、これらに関する次のような伝説が存在する。
百済に阿斯達(アサダル)という石工がいた。彼は仏国寺の石塔を造るため、妻の阿斯女(アサニョ)を国に残して新羅に向かった。
3年後、夫を待ちきれなくなった阿斯女が仏国寺を訪れ、夫に逢わせてくれるよう僧侶にお願いした。しかし僧侶は2人が逢うことを許さず、代わりに「石塔が完成すれば影池に石塔の影が映るので、それまで待つように」と阿斯女に教えた。そこで阿斯女は毎日影池を眺めながら夫を待ち続けた。
ある月夜、影池に石塔の影が映った。阿斯女は喜び、石塔の影に抱きつこうとして影池に飛び込んでしまった。
翌朝、石塔を完成させた阿斯達が妻の待つ影池に向かうと、そこには冷たくなった阿斯女の亡骸があった。阿斯達は慟哭し、自らも影池に身を投げて妻の後を追ったという。

## 主な文化財

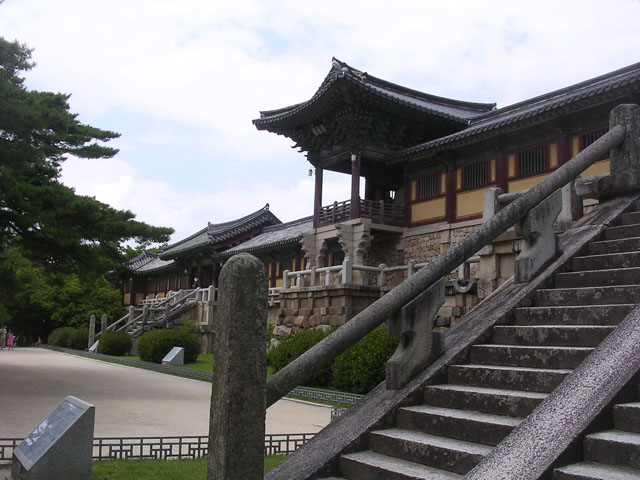
仏国寺正面

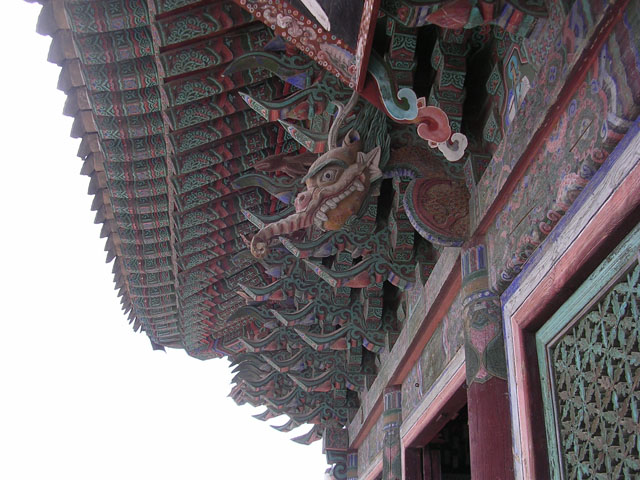
大雄殿の装飾

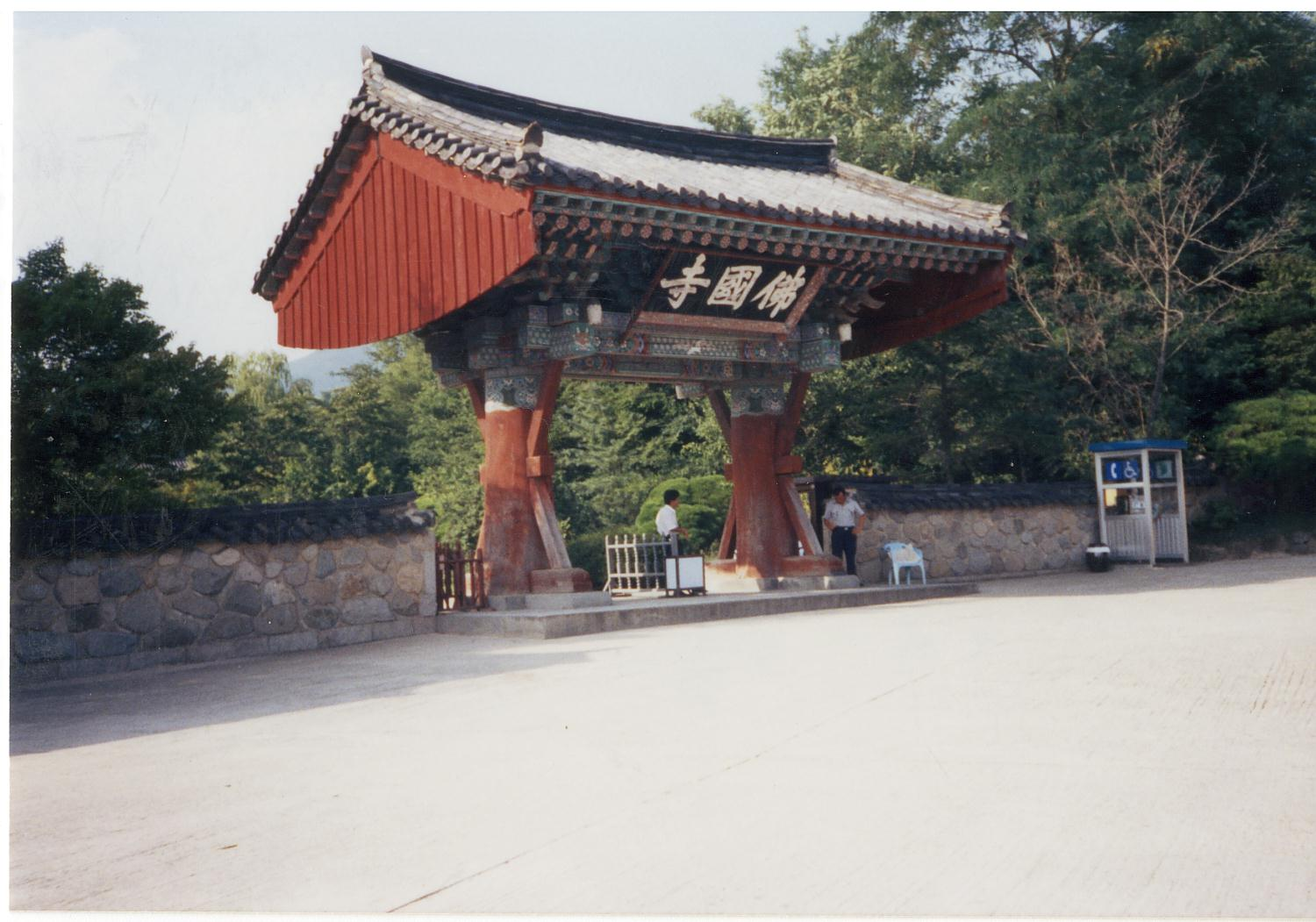
正門

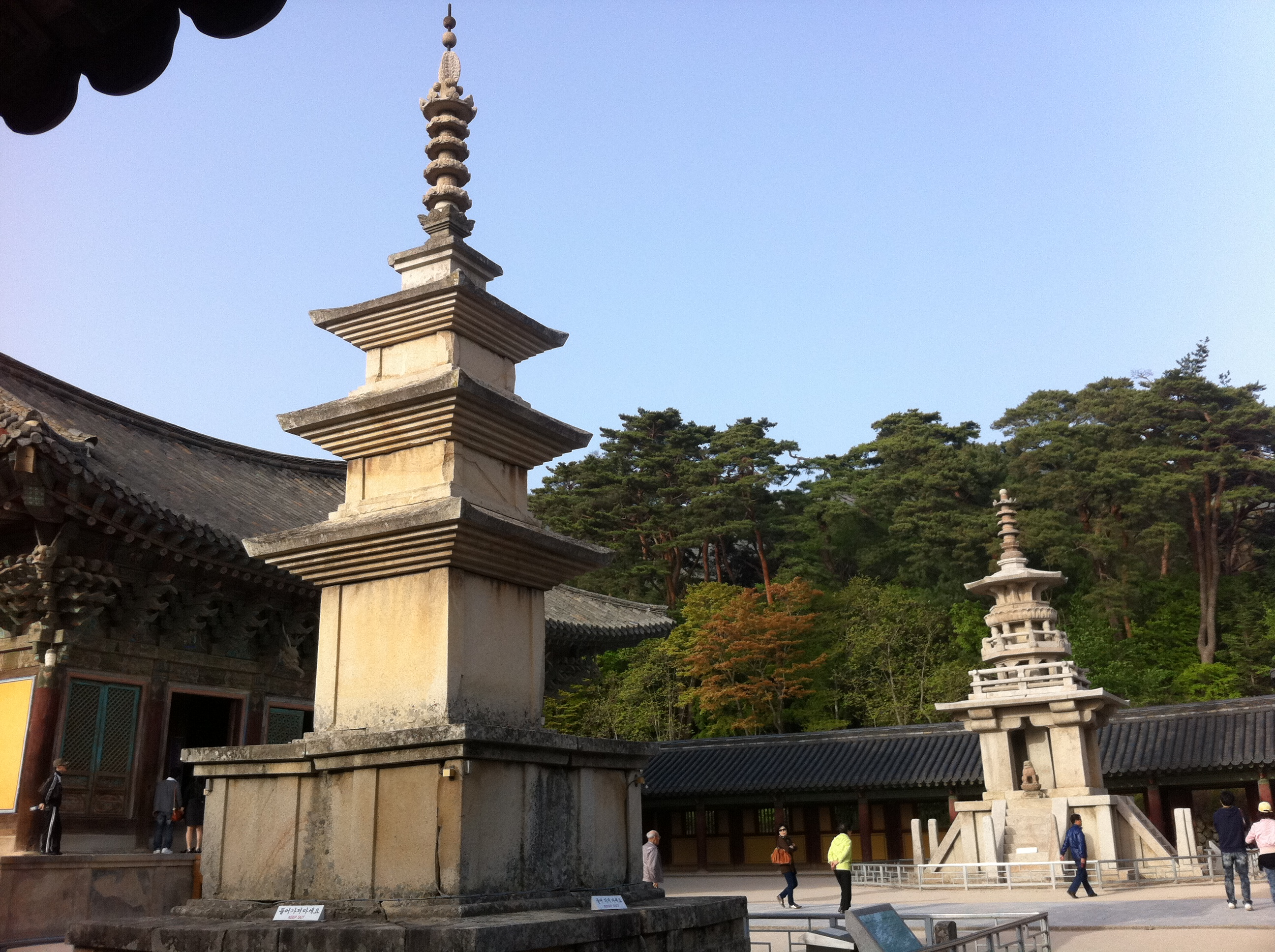
双塔

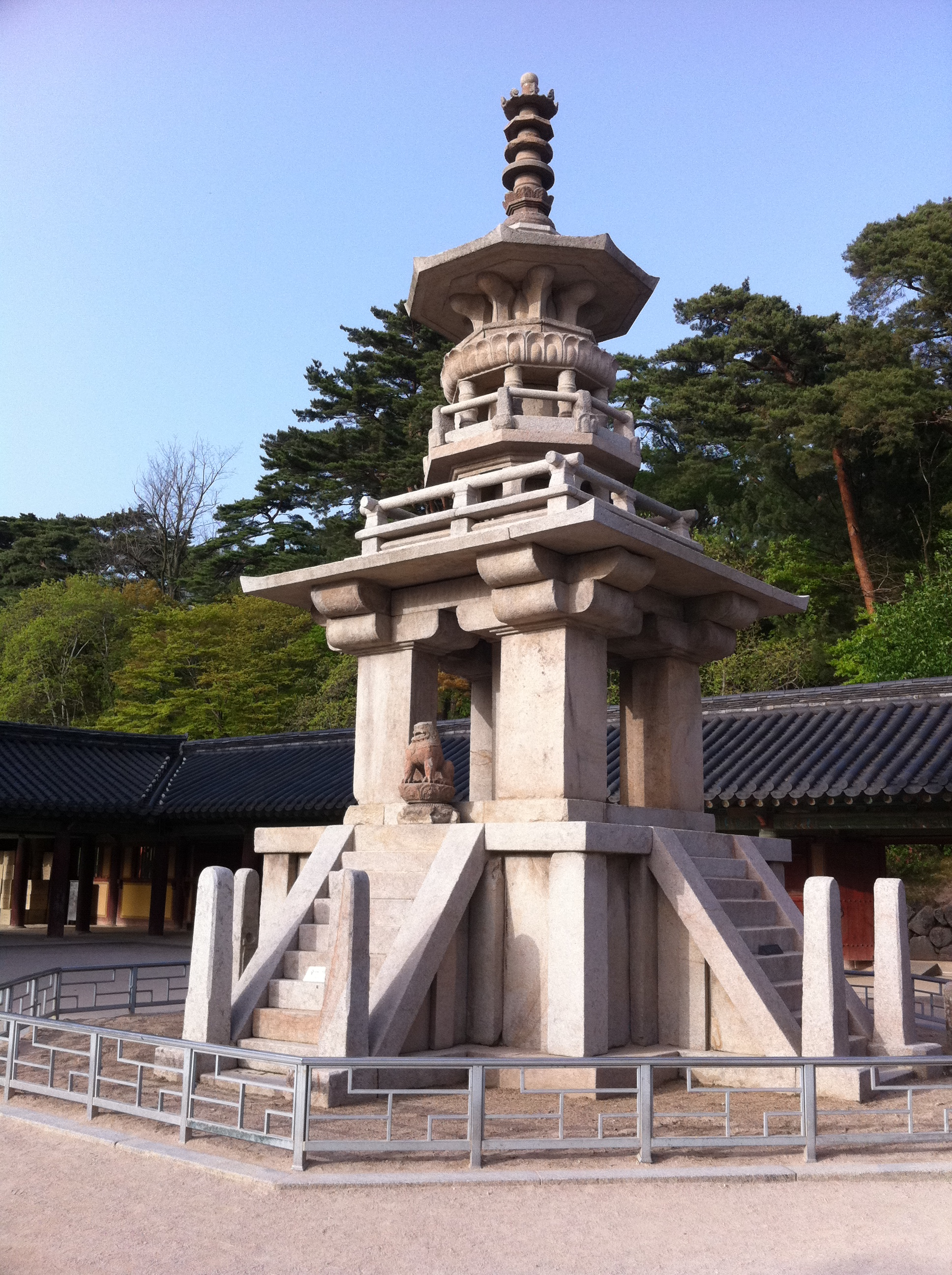
多宝塔（国宝第20号）

### 建築物
- 青雲橋・白雲橋（청운교・백운교）

国宝第23号。大雄殿正面の紫霞門に掛かる石橋。751年の時から存在している遺構と考えられている。上段の16段が白雲橋、下段の17段が青雲橋である。合わせて33段であるが、仏教で33は未だ仏の境地に達せずという意味である。
- 蓮華橋・七宝橋（연화교・칠보교）

国宝第22号。青雲橋・白雲橋と同じ形式の石橋であるが、規模は小さめである。
- 大雄殿（대웅전）

仏国寺の本殿にあたる。681年ごろ創建されたと思われる。現在の建物は1765年に再建された。

### 双塔
- 多宝塔
  - 「仏国寺多宝塔」に参照。

国宝第20号。新羅時代751年の作と推定される石造の多宝塔。高さは10.4m。四面に階段が設置されまた、塔下部は四本の柱で支えられている珍しい塔の形状をしている。また塔の周りには石獅子が配置されていたが、現在では1体だけが残っている。
- 釈迦塔

国宝第21号。新羅時代の三層塔。高さは8.2m。1966年には復元工事中、塔中央部から世界最古級の木版印刷物である『無垢浄光陀羅尼経』（国宝）が発見され、国宝126号に指定された。

### 仏像
- 金銅毘盧遮那仏座像

国宝第26号。新羅時代の作とされる金銅製の毘盧遮那仏。
- 金銅阿弥陀如来座像

国宝第27号。新羅時代の作とされる金銅製の阿弥陀如来像。

## 交通
- KORAIL慶州駅や慶州高速バスターミナル・慶州市外バスターミナルなどから市内バス（日本の路線バスに相当）利用。